# نیهونماچی

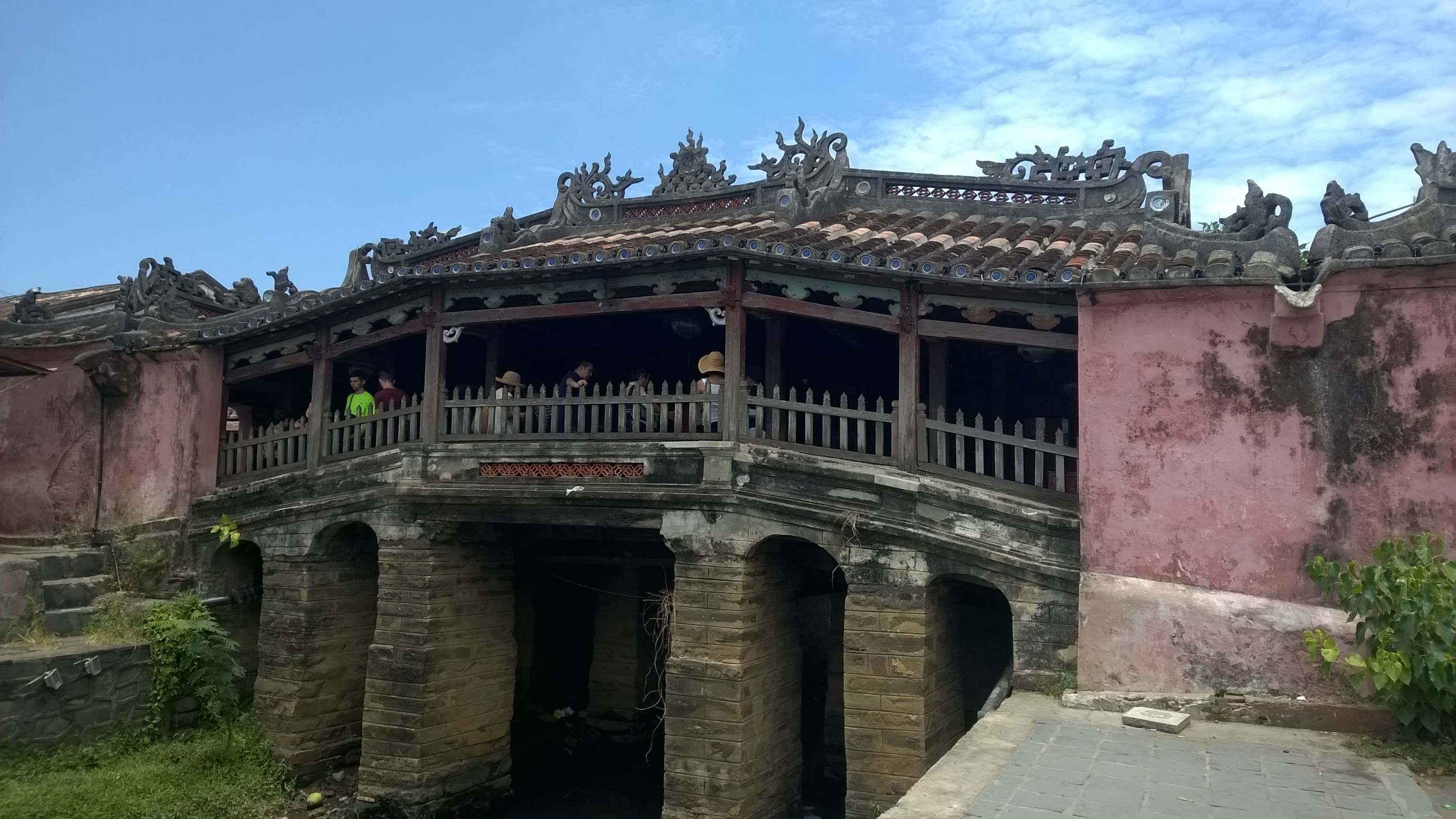
پل سرپوشیده ژاپنی که توسط نیهونماچی در هوی آن، ویتنام ساخته شده است

نیهونماچی (日本町/日本街, معنی دقیق نام: «شهر ژاپن» یا «خیابان ژاپن») اصطلاحی است که به جوامع تاریخی ژاپنی در جنوب شرقی و شرق آسیا اشاره دارد. این اصطلاح به تعدادی از جوامع امروزی نیز اطلاق می‌شود، هرچند بیشتر این جوامع به تقلید از اصطلاح رایج محله چینی‌ها، به سادگی محله ژاپنی‌ها نامیده می‌شوند.

## تاریخچه
در دوره‌ای کوتاه از قرن‌های شانزدهم و هفدهم، فعالیت‌ها و حضور ژاپنی‌ها در جنوب شرقی آسیا و دیگر مناطق به اوج خود رسید. جوامع بزرگی از ژاپنی‌ها که به نیهونماچی مشهور بودند، در بسیاری از بندرها اصلی و مراکز سیاسی این مناطق شکل گرفتند و تأثیرات سیاسی و اقتصادی قابل‌توجهی را بر جای گذاشتند.
ژاپنی‌ها برای قرن‌ها دریاها و مناطق مختلف را در جستجوی اهداف تجاری، سیاسی، مذهبی و دلایل دیگر پیمودند. اما قرن شانزدهم شاهد افزایش چشمگیر این سفرها و فعالیت‌ها بود. آشفتگی‌های داخلی دوره سنگوکو موجب شد تا بسیاری از افراد، به‌ویژه سامورایی‌ها، تاجرها و پناهندگان مسیحی برای یافتن سرنوشت خود به دریاها بگریزند. بسیاری از سامورایی‌هایی که در این زمان از ژاپن گریختند، در طرف بازنده نبردهای مهم قرار داشتند. برخی از آن‌ها رونین، برخی کهنه‌سربازان تهاجم‌های ژاپن به کره (۱۵۹۲–۱۵۹۸)، و برخی دیگر درگیر دیگر درگیری‌های بزرگ بودند. هنگامی که تویوتومی هیده‌یوشی و بعدها شوگون‌های توکوگاوا مسیحیت را ممنوع کردند، بسیاری از مسیحی‌ها از کشور گریختند و بخش زیادی از آن‌ها در مانیل کاتولیک ساکن شدند.
به دلیل ممنوعیت تجارت یا سفر مستقیم بین چین و ژاپن توسط سلسله مینگ، سرزمین‌های مختلف جنوب شرقی آسیا به مقصد اصلی تاجرها تبدیل شدند. از سال ۱۵۶۷، این ممنوعیت برای تجارت و تماس در جنوب شرقی آسیا برداشته شد و بسیاری از تاجران که در صورت نقض ممنوعیت به عنوان دزدان دریایی شناخته می‌شدند که به این دسته از تاجران واکو گفته می‌شد. با این حال آن‌ها پس از رفع ممنوعیت‌ها توانستند به‌طور قانونی فعالیت کنند، اگرچه تجارت و سفر مستقیم بین چین و ژاپن همچنان غیرقانونی باقی ماند. این عوامل، همراه با تعدادی دیگر، موجب شکل‌گیری صحنه‌ای پویا برای تجارت در سراسر شرق و جنوب شرقی آسیا شد که تاریخ‌نگار جنوب شرق آسیا آنتونی رید از آن به عنوان «دوران تجارت» یاد کرده است.
ژاپنی‌های مهاجر در نقش‌های مختلفی مشغول به کار بودند، اگرچه بیشتر آن‌ها تاجران، سربازان مزدور، دریانوردان، سربازان، خدمتکاران یا کارگران دستی بودند. استقرار سیستم کشتی‌های مُهر قرمز توسط تویوتومی هیده‌یوشی در دهه ۱۵۹۰ و ادامه آن تحت حاکمیت توکوگاوا ایه‌یاسو در دهه‌های اولیه قرن هفدهم، سبب شد که این تجارت و فعالیت‌های خارج از کشور به اوج خود برسد و وارد دوران طلایی شود. از طریق این ماجراجویان دریایی و جوامع خارجی، تجارت آنتروپو ژاپنی در جنوب شرقی آسیا رونق یافت. بسیاری از بندرها فعال‌تر دارای یک رئیس بندر یا سرپرست جامعه ژاپنی بودند. این رئیس بندر، که در مالایی و اندونزیایی شاه‌بندر نامیده می‌شد، بر فعالیت‌های ساکنان نیهونماچی نظارت می‌کرد، به عنوان رابط بین جامعه و مقامات محلی عمل می‌کرد و نقش مهمی در هماهنگی تجارت بندر با تجار ژاپنی غیرمقیم که به بندر می‌آمدند ایفا می‌کرد.
برای حدود سه دهه، جوامع ژاپنی در سراسر جنوب شرقی آسیا رونق داشتند. اما این وضعیت در دهه ۱۶۳۰ به پایان رسید، زیرا شوگون‌سالاری توکوگاوا شروع به اعمال محدودیت‌های دریایی کرد. در سال ۱۶۳۵، سفر ژاپنی‌ها به خارج ممنوع شد و آن‌ها از بازگشت به ژاپن از خارج منع شدند. برخی از این نیهونماچی در جنوب شرقی آسیا تا پایان قرن هفدهم به حیات خود ادامه دادند. اکنون تجارت خارجی ژاپن به‌طور انحصاری به‌دست کشتی‌های چینی، هلندی و جنوب شرقی آسیایی انجام می‌شد، اما ژاپنی‌های مقیم خارج همچنان نقش‌های تجاری مهمی ایفا می‌کردند و در برخی موارد تأثیرات قابل‌توجهی بر اقتصاد چندین بندر می‌گذاشتند. با این حال، تا پایان قرن هفدهم، عدم ورود مهاجران جدید ژاپنی باعث شد که این جوامع یا از طریق جذب به مردم محل زندگی جدید خود ناپدید شوند، یا به‌طور کامل از بین بروند.

## جوامع
در این دوره کوتاه اما پررونق، جوامع ژاپنی خارج از کشور (نیهونماچی) در بسیاری از بندرها اصلی و مراکز سیاسی منطقه وجود داشتند، از جمله باتاویا در هند شرقی هلند، هوی آن در جنوب ویتنام، مانیل در کاپیتانی کلی فیلیپین از هند شرقی اسپانیا و پنوم‌پن در کامبوج.
یکی از مهم‌ترین و قابل‌توجه‌ترین نیهونماچی در پاکو در مانیل قرار داشت، جایی که سامورایی مشهور جنرال تاکایاما و همسر، فرزندان و نسل‌های او زندگی می‌کردند. این دایمیو تبعیدی به خاطر شایستگی‌های نظامی‌اش شناخته شده و با اودا نوبوناگا و ایه‌یاسو توکوگاوا خدمت کرده بود.
بزرگ‌ترین و شاید مشهورترین نیهونماچی این دوره در بندر سلطنتی آیوتایا در تایلند واقع شده بود. رئیس آن، یامادا ناگاماسا، سمت‌ها و عناوین برجسته‌ای در دربار سلطنتی داشت. یامادا فرماندهی ارتش ۷۰۰ نفره ژاپنی را بر عهده داشت و در سرکوب شورش‌ها، جنگ‌های داخلی و اختلافات جانشینی شرکت می‌کرد. او همچنین اجازه داشت بر انحصار کالاهای خاصی، مانند پوست آهو، کنترل داشته باشد و در برخی مواقع به‌طور حداقلی فرمانداری چندین استان را نیز بر عهده داشت.
از سوی دیگر، اگرچه بندر تونکین در شمال ویتنام نقش مهمی در تجارت ابریشم منطقه ایفا می‌کرد، مقامات محلی لردهای تین به‌طور فعال از شکل‌گیری یک نیهونماچی در آنجا جلوگیری می‌کردند. این موضوع به دلیل نگرانی‌های مربوط به ماهیت نظامی ژاپنی‌ها در منطقه (بسیاری از آن‌ها سامورایی‌هایی بودند که به‌عنوان دزدان دریایی و مزدور خدمت می‌کردند) و همچنین ارسال سلاح و مهمات از ژاپن به تایلند و ویتنام جنوبی بود. برای جلوگیری از بروز خشونت‌های احتمالی در بندر اصلی خود، لردهای تین تلاش کردند از حضور قابل‌توجه دائمی ژاپنی‌ها جلوگیری کنند، اگرچه بسیاری از تاجران ژاپنی برجسته و مشهور به‌طور مرتب به آنجا می‌آمدند.